# مقاطعة نافارو (تكساس)
مقاطعة نافارو (بالإنجليزية: Navarro  County)‏ هي إحدى المقاطعات في ولاية تكساس، الولايات المتحدة الأمريكية.

## أعلام
- لاري هيكمان
- ويليام هنري لونغ
- جيمس س. نيل